# Odpalované těsto

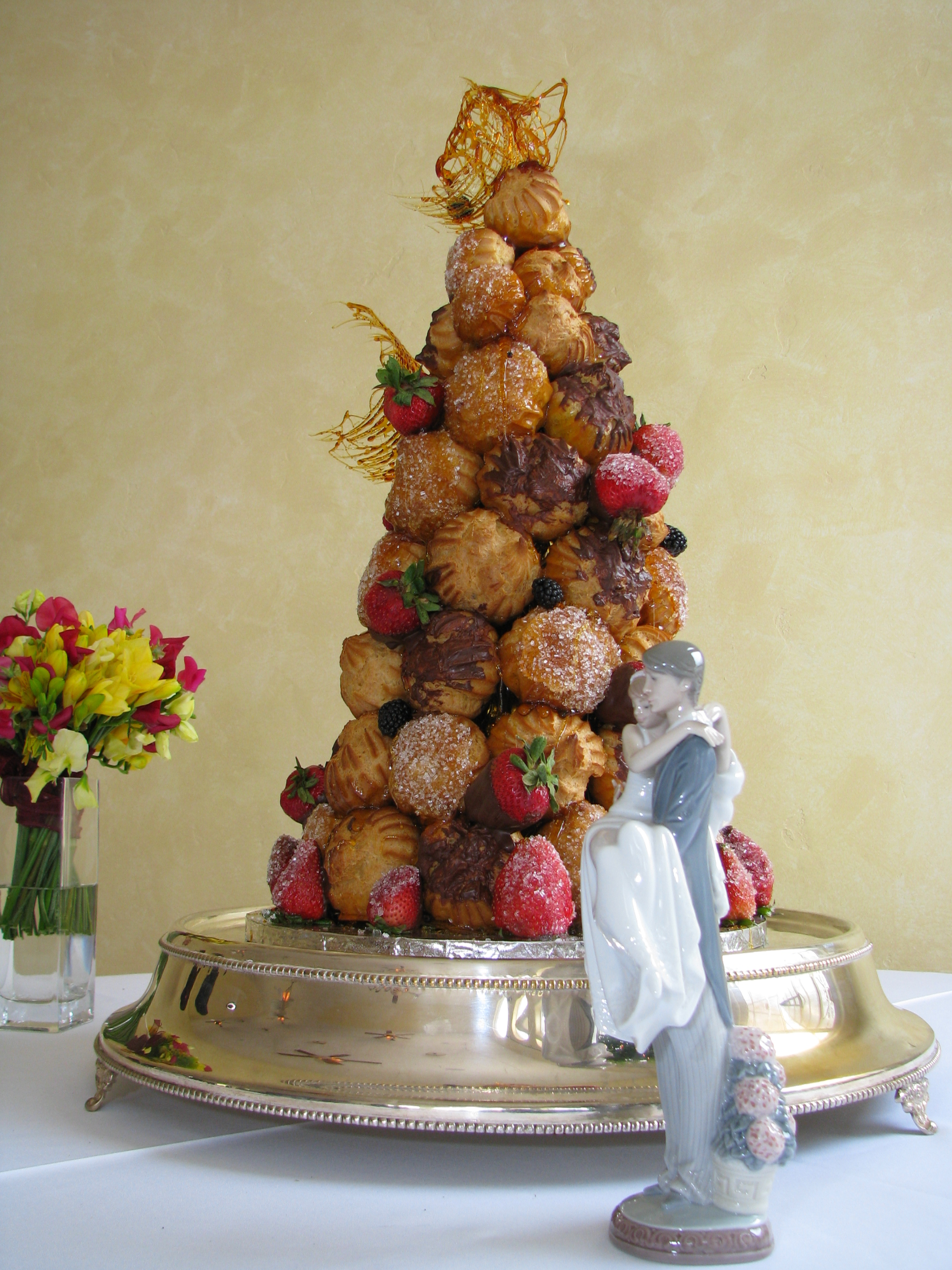
Svatební croquembouche z plněných profiterolek z odpalovaného těsta

Odpalované těsto (pálené těsto) je směs mouky, vajec, tuku a tekutiny používaná např. pro výrobu zákusků nebo jednohubek. Charakteristickým rysem tohoto těsta je dvojí tepelná úprava.

## Ingredience
Základními surovinami pro přípravu odpalovaného těsta jsou:
- tekutina – voda,[1][4][5][6][7] mléko,[4][8] voda a mléko,[7][9] bílé víno[1]
- tuk[1] – máslo,[4][5][6][7][9] olej[6][7]
- mouka[4] – hladká,[5][7][9] polohrubá,[1] hrubá[1][6][9]
- vejce – celá,[1][4][5][6][9] celá a žloutky,[4] celá a bílky,[7] pouze žloutky[4][10]

Dále je možno přidat: sůl, cukr, prášek do pečiva, kakao.
Existuje řada receptů s různými poměry základních složek těsta.

## Příprava
Odpalované těsto prochází tepelnou úpravou již při zadělávání. Tekutina s tukem se přivede k varu, přidá se mouka a takto vzniklá směs se dále za stálého míchání zahřívá tzv. odpaluje. Po zchladnutí se zašlehají vejce. Následuje druhá tepelná úprava: pečení, smažení či vaření.

## Použití
Způsob druhé tepelné úpravy, tvar těsta a chuť náplně či vnějšího dochucení pak charakterizují finální výrobek.

### Pečení
Při pečení se voda obsažená v těstě přeměňuje na páru, která ale nemůže volně unikat, čímž v těstě vytvoří dutinu. Takto vzniklý prostor se následně plní. Neutrální chuť upečeného korpusu umožňuje použít náplně slané i sladké.
- větrníky – z těsta se na plechu tvoří okrouhlé bochánky, po upečení se plní např. šlehačkou[1][13] nebo pudingovým krémem[13] a vrch se zdobí polevou
  - labutě – kromě bochánků se na plech stříkají ještě tvary podobné otazníkům, které pak představují hlavu a krk labutě, horní část větrníku se rozřízne na poloviny, které představují křídla[5]
  - věnec Paříž-Brest – bochánky těsta se kladou do kruhu dostatečně blízko vedle sebe, při pečení nabydou a spečou se v jeden kruhový celek, plní se šlehačkou a zdobí čokoládovou polevou; tento dezert pochází z Francie z konce 19. století a byl vyroben na počest cyklistického závodu[14]
- minivětrníčky[pozn. 1] – z těsta se na plech stříkají malé dávky těsta tak, aby po upečení odpovídaly jednomu soustu, plní se např. šlehačkou
  - profiterole – plněné např. cukrářským krémem nebo zmrzlinou, zalité čokoládovou omáčkou[2][15][16][17]
  - croquembouche – větrníčky skládané na sebe do tvaru přibližně kuželu, plněné krémem, slepované a zdobené karamelem[18]
  - slané jednohubky – plněné např. sýrovou šlehačkou[1] nebo nádivkou s uzeným lososem
- věnečky – těsto se stříká na plech do tvaru kruhu (= s prázdným středem), po upečení se plní žloutkovým nebo vanilkovým pudingovým krémem,[1] vrch se sype cukrem či zdobí polevou[4]
- banánky (éclair) – z těsta se na plech stříkají podlouhlé proužky, plní se krémem s kávovou příchutí a zdobí kávovou polevou[1][13]
- řezy – těsto se rozetře na plech, po upečení se pláty těsta spojí náplní[19]

### Smažení
- věnečky – usmažené kroužky těsta dochucené polevou[20]
- churros – těsto se v proužcích stříká do rozehřátého tuku, po usmažení se podávají buď obalené v (ochuceném, např. skořicovém) cukru[20] a/nebo s např. čokoládovou omáčkou
- koblihy[20] – kousky těsta se po usmažení obalují ve vanilkovém cukru a podávají s ovocnou omáčkou[1][12]

### Vaření
- plněné knedlíky – těstem se obalují kousky ovoce[10][11]

## Uchovávání
Syrové těsto lze po dobu několika dní skladovat v lednici. Upečené nenaplněné kusy lze zmrazit. Naplněné kusy je třeba co nejrychleji spotřebovat, neboť absorbují vlhkost náplně a ztrácejí křehkost.

## Galerie

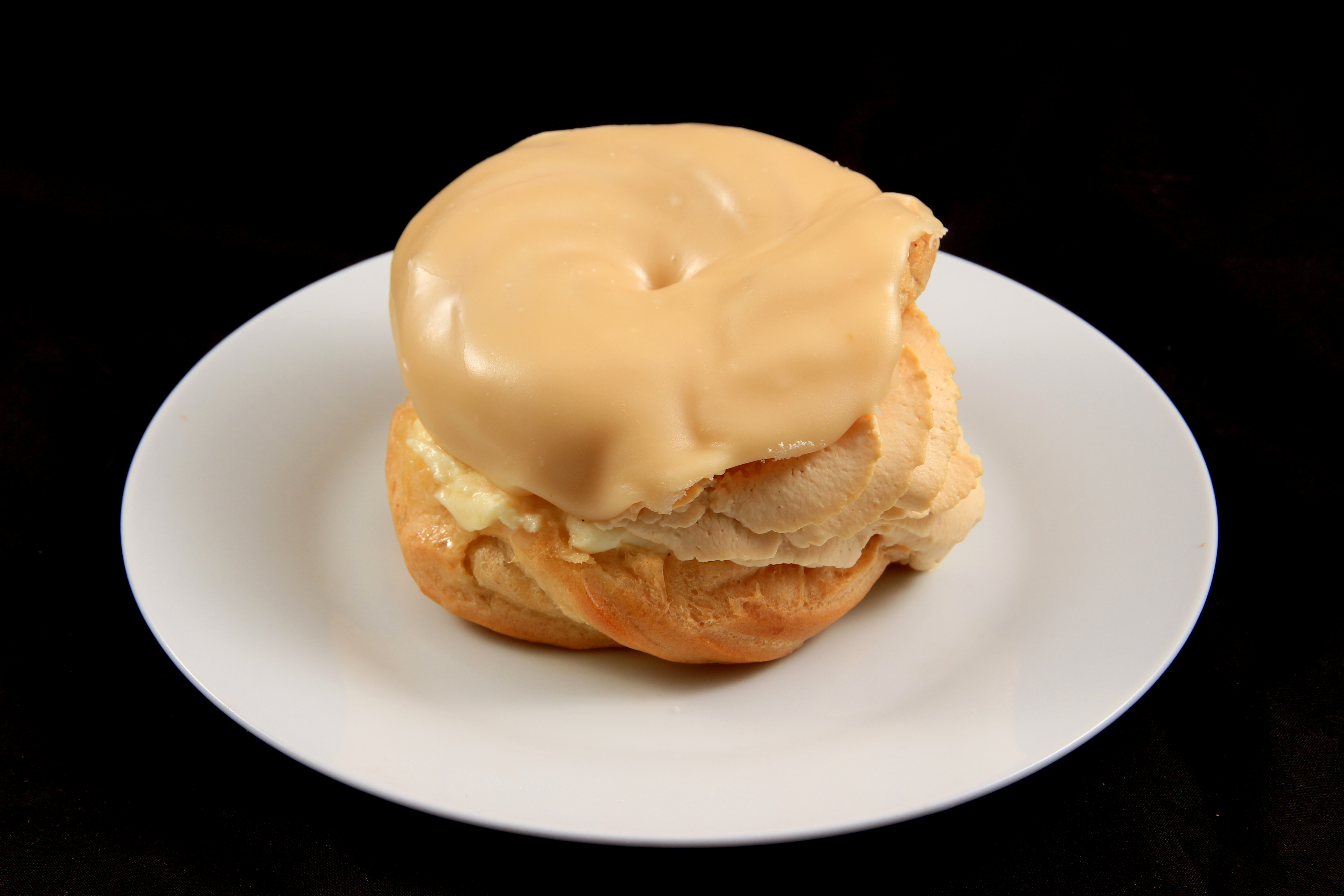
Větrník
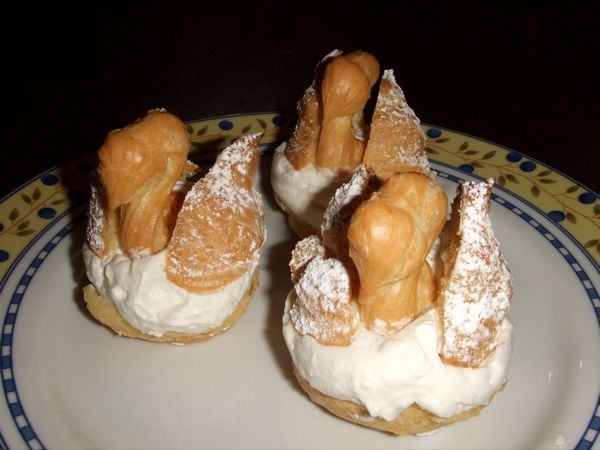
Labutě
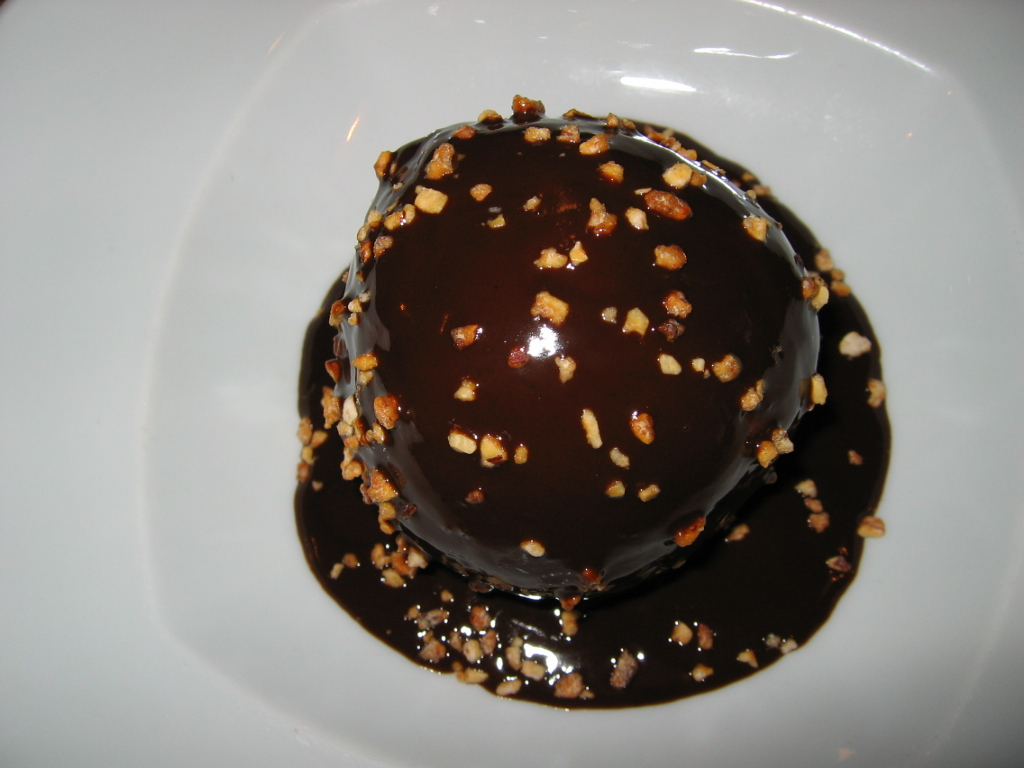
Profiterole
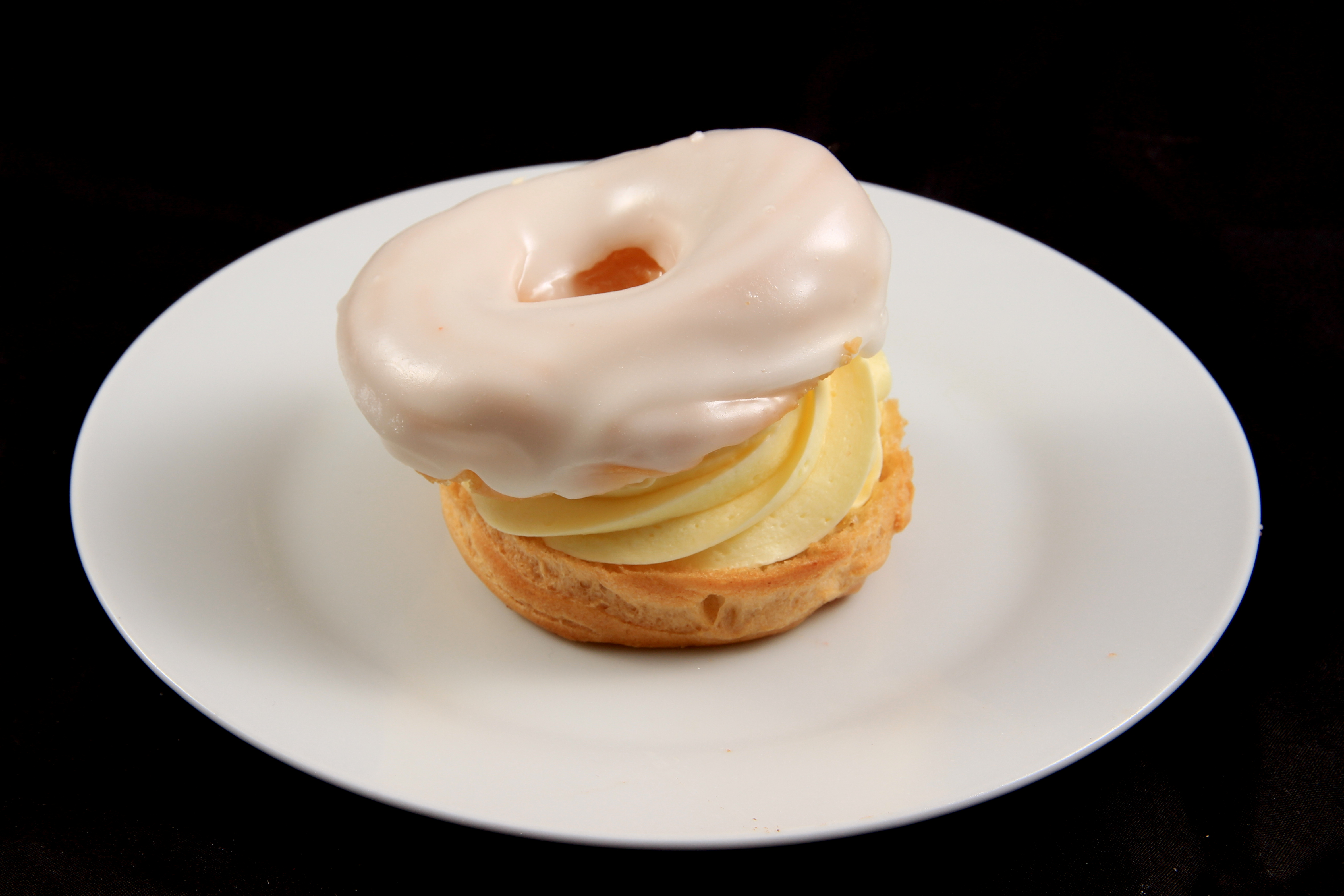
Věneček
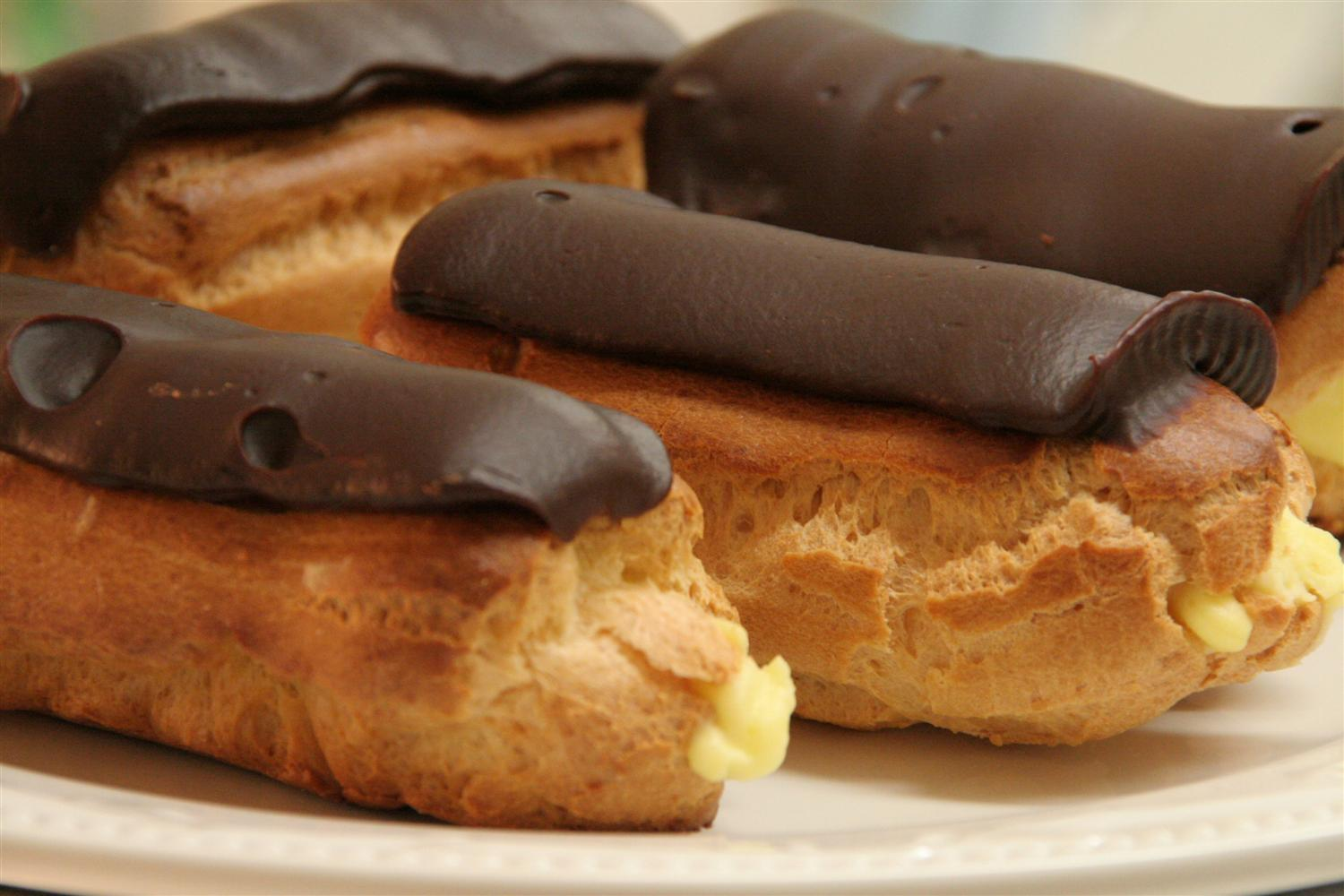
Banánky
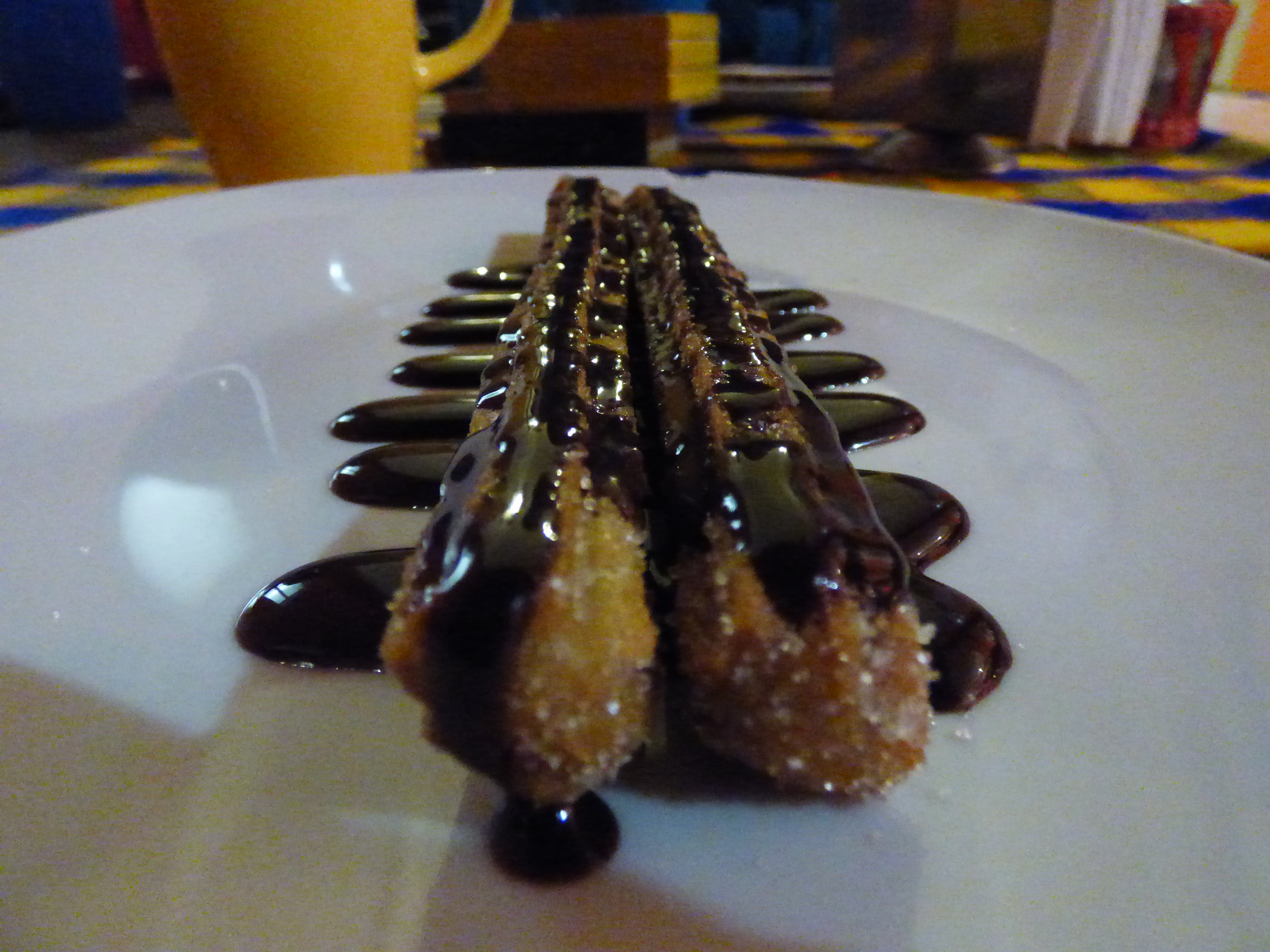
Churros
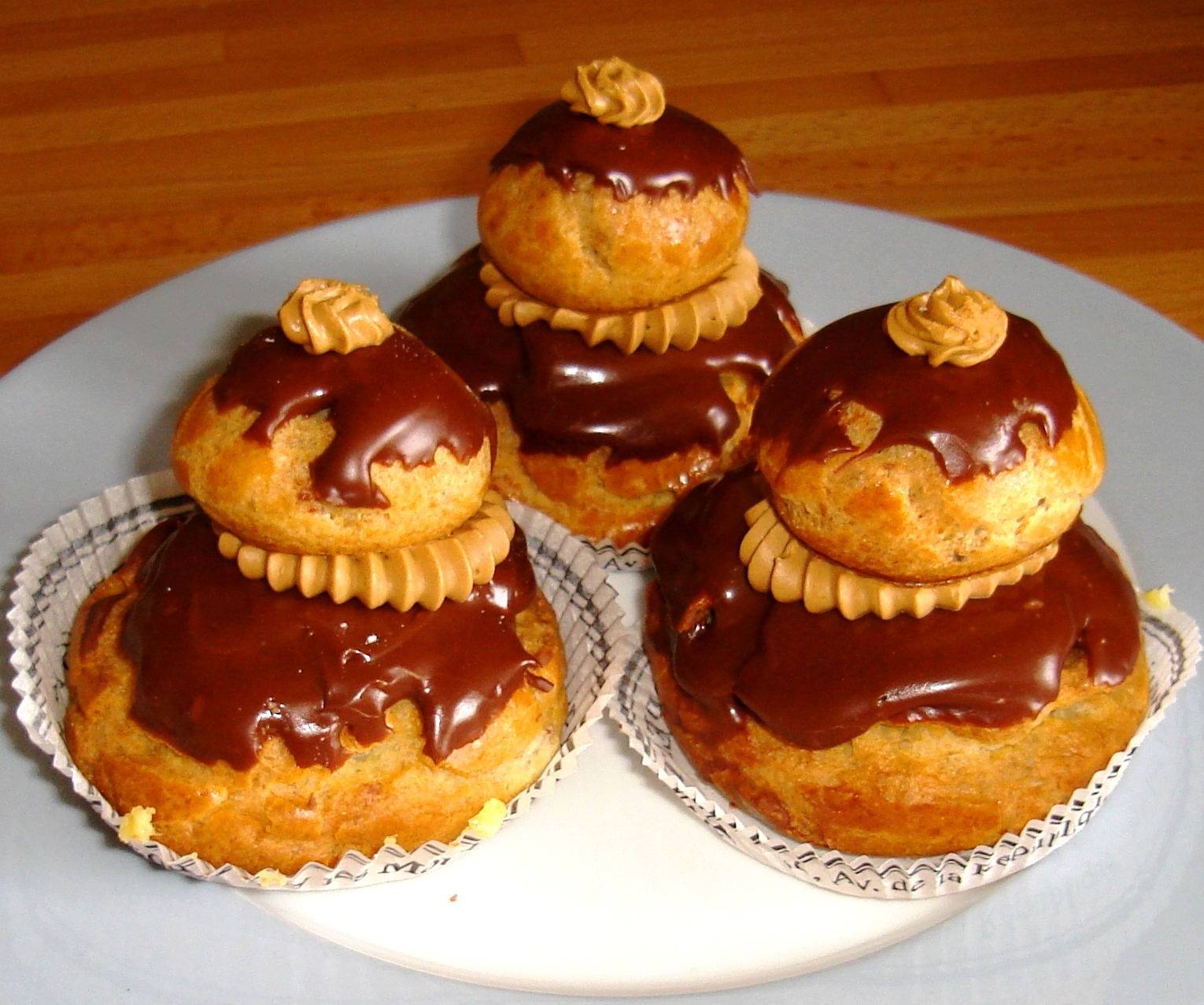
Jeptišky (francouzsky Religieuse)
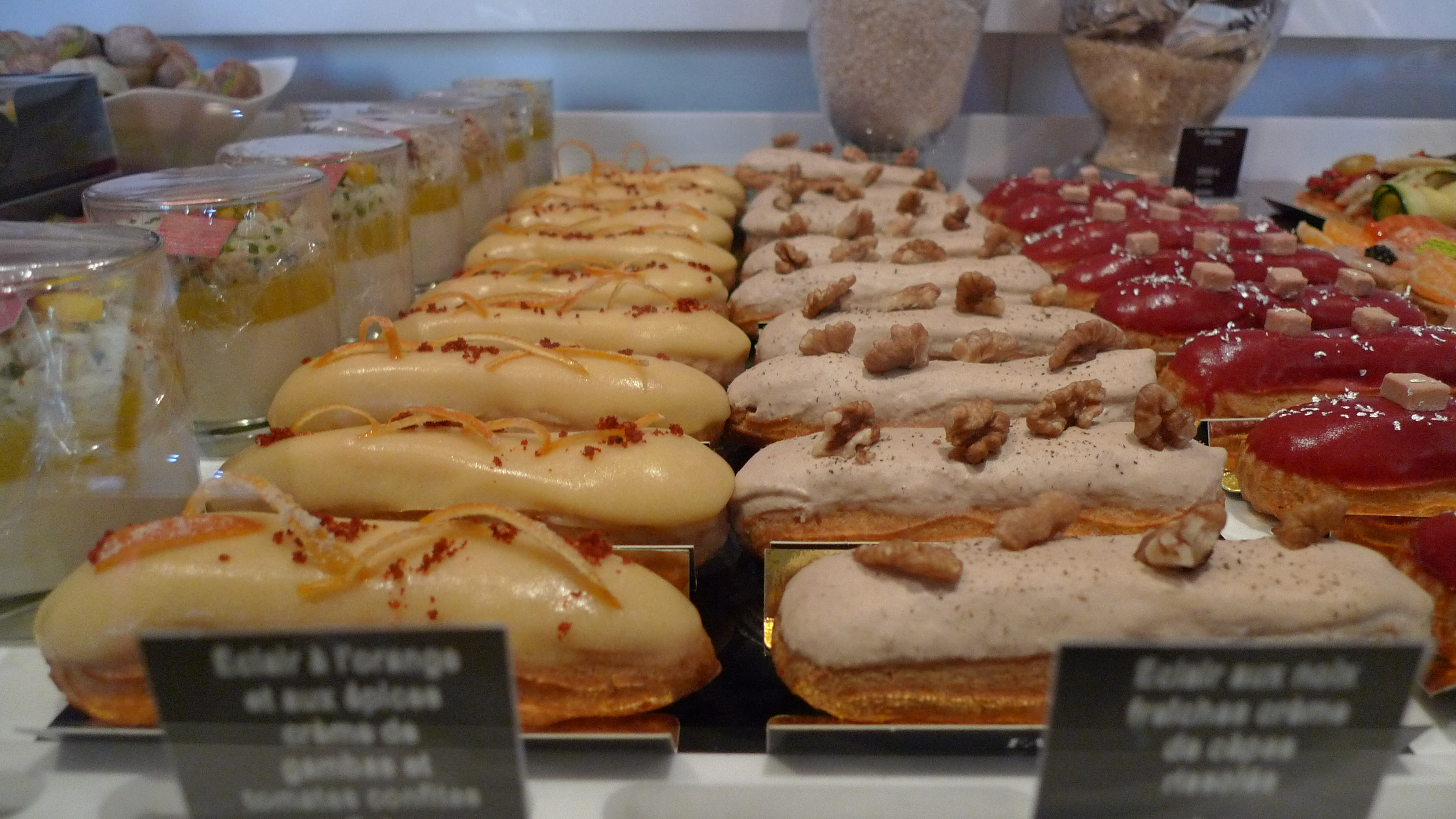
Éclair (česky Blesk)
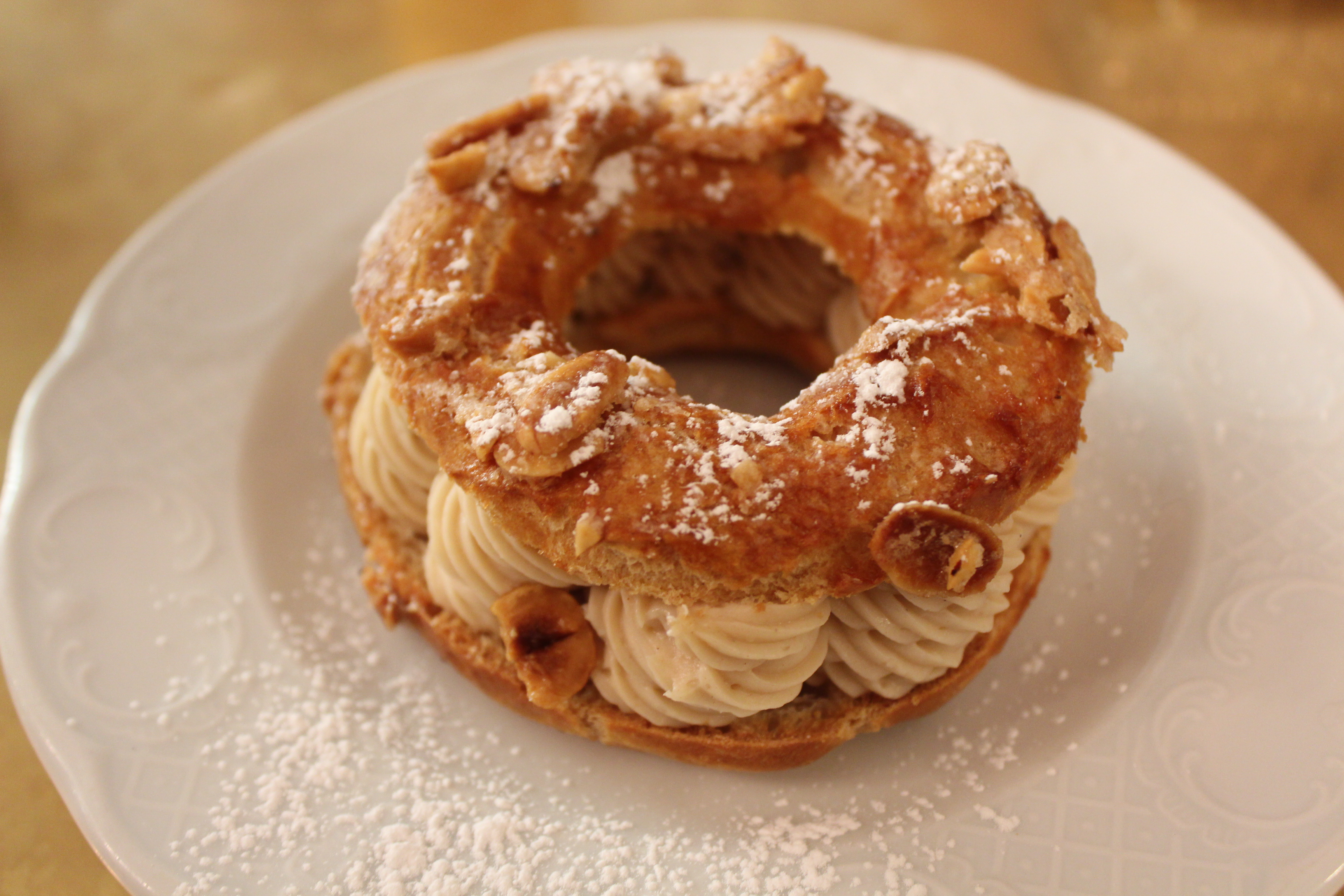
Paris-Brest (česky Paříž-Brest)
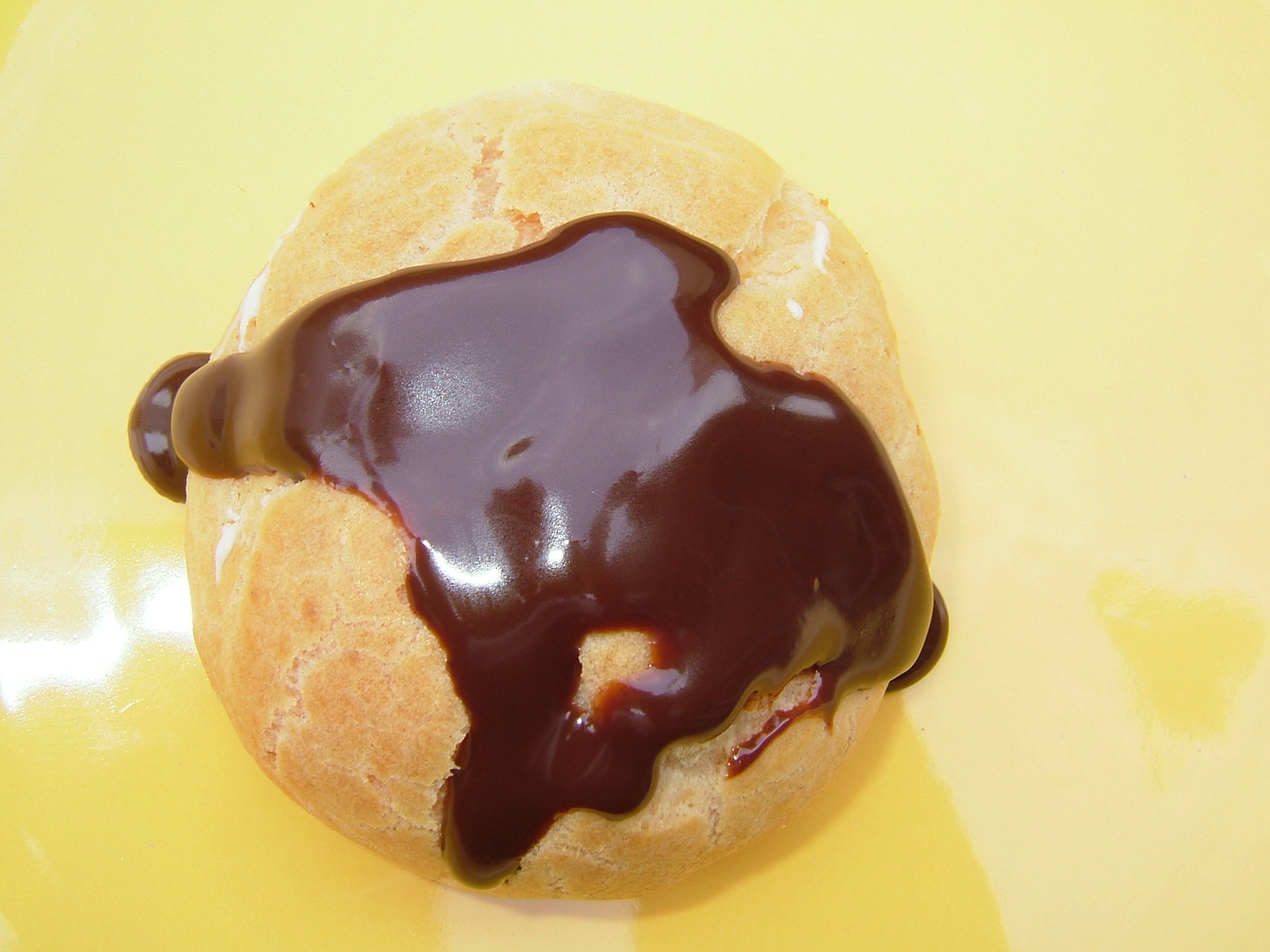
Profiterolka s ganáží (francouzsky Profiterole)